# Griselda Pascual

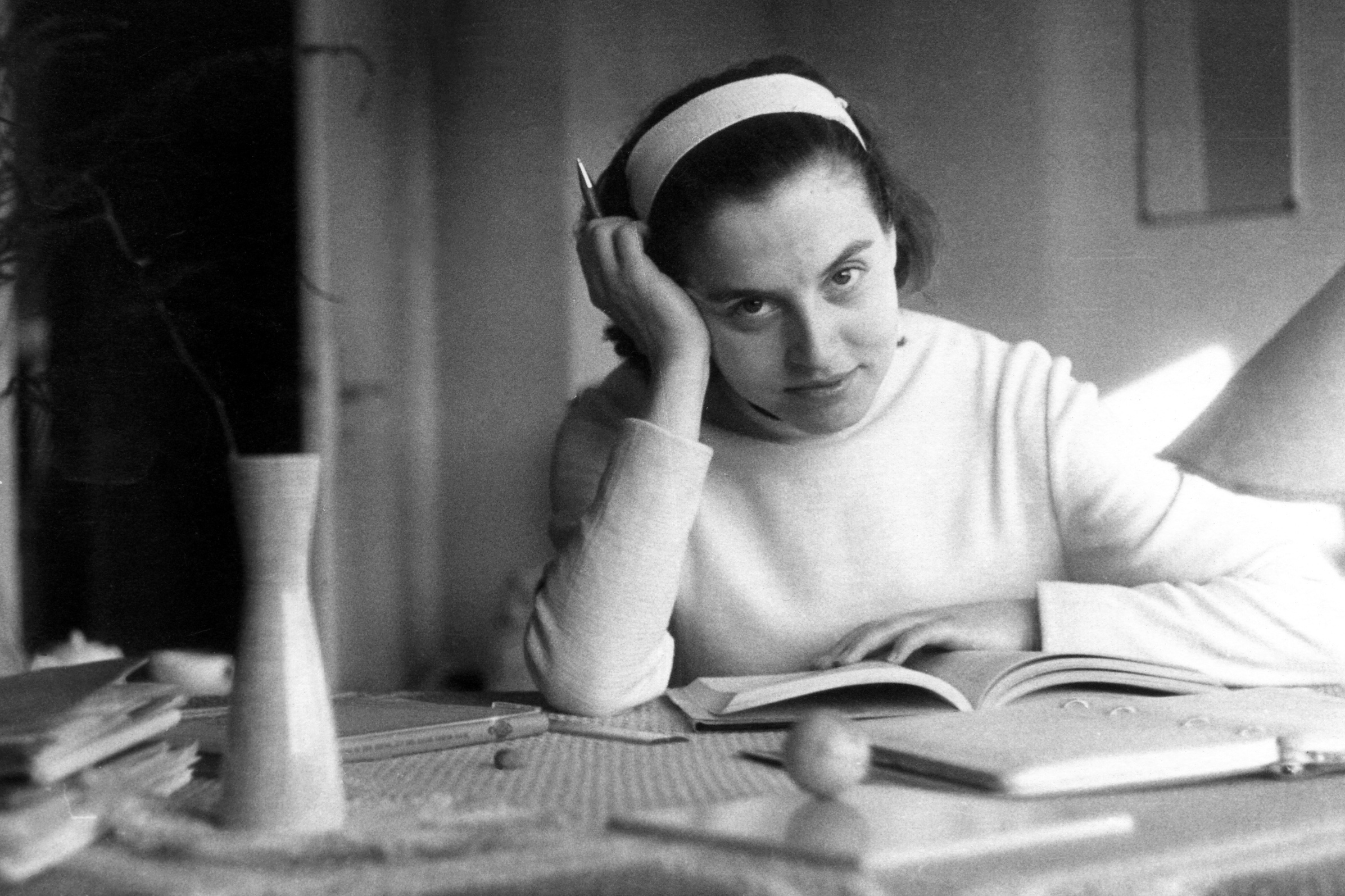
Griselda Pascual i Xufré (1958)

Griselda Pascual i Xufré (* 11. Februar 1926 in Barcelona, Spanien; † 8. Juni 2001 ebenda) war eine spanische Mathematikerin und Hochschullehrerin. Sie war Professorin für Mathematik an der Sekundarstufe und ordentliche Professorin für Algebra an der Universität Barcelona. Sie war die erste Frau in Spanien, die ein Humboldt-Forschungsstipendium erhielt.

## Leben und Werk

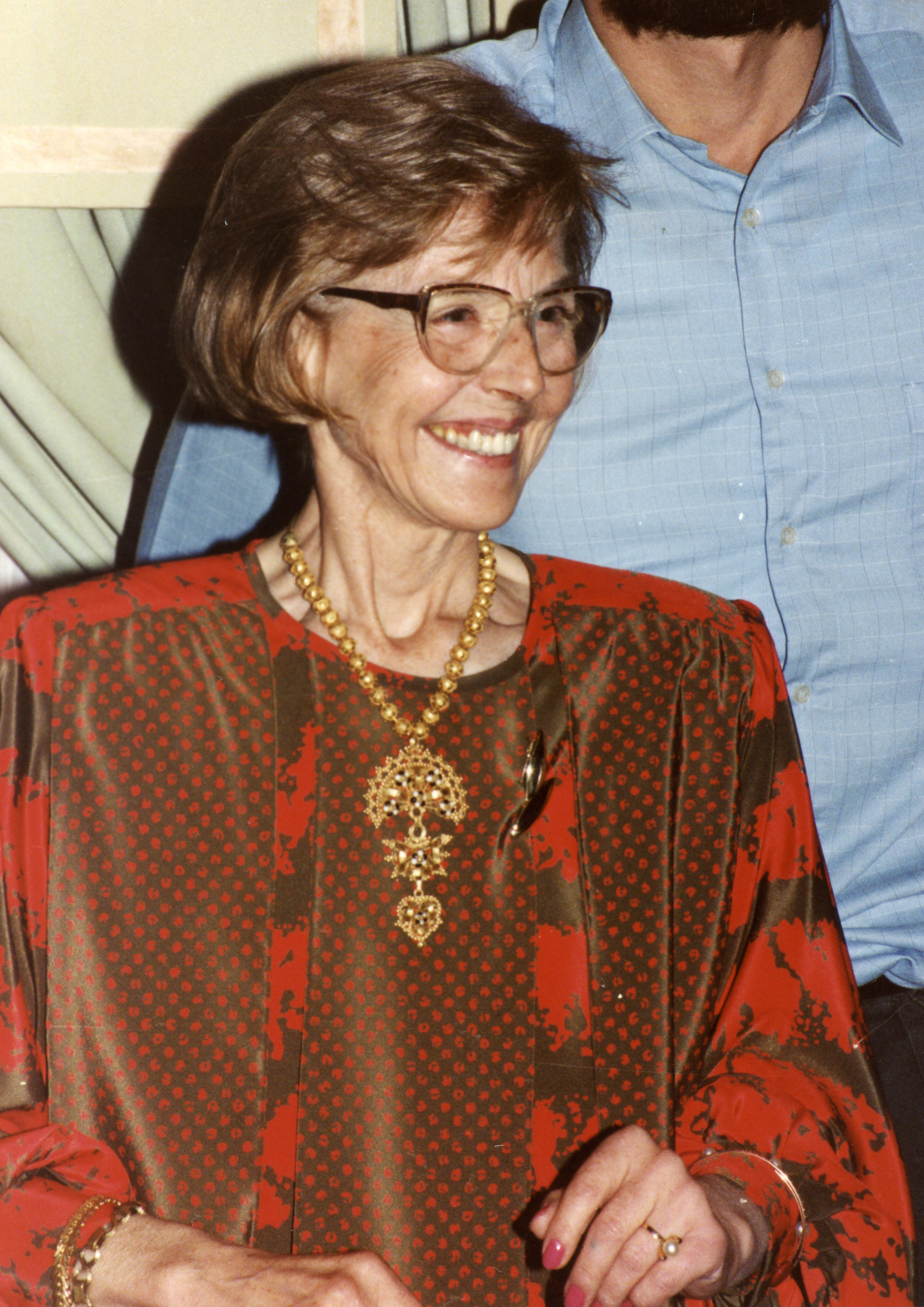
Griselda Pascual (1991)

Pascual war die Tochter des Malers und Musikers Juli Pascual. Sie besuchte die Privatschule Institució Cultural Femenina unter der Leitung ihrer Tanten, von denen eine Schulleiterin war. Nach Abschluss ihrer Grundschulausbildung besuchte sie das Gymnasium am Institut Maragall in Barcelona, wo sie später Professorin und Lehrstuhlinhaberin für Mathematik wurde. 1942 schloss sie das Gymnasium mit Auszeichnung ab und bestand das Staatsexamen vorzeitig mit Bestnote. Zu Beginn des folgenden Studienjahres begann sie ihr Studium an der Fakultät für Naturwissenschaften am Fachbereich Mathematik und schloss es am 7. Januar 1947 im Alter von 20 Jahren ab. 1946 begann sie ihre Lehrtätigkeit an der Universität Barcelona als Assistenzprofessorin für praktische Kurse bei Francisco Botella Raduán und wurde 1957 zur Professorin ernannt.
1950 erhielt sie im Rahmen eines Auswahlverfahrens den Lehrstuhl für Mathematik an der Sekundarschule Tortosa in Tarragona und sechs Monate später auch den Lehrstuhl für Mathematik an der Sekundarschule Maragall in Barcelona. Von 1950 bis 1985 arbeitete sie als Sekundarschullehrerin.
Von 1958 bis 1959 absolvierte mit einem Stipendiums der Alexander von Humboldt-Stiftung und eines Stipendiums des spanischen Consejo Superior de Investigaciones Científicas (CSIC) einen Forschungsaufenthalt am Mathematischen Institut der Albert-Ludwigs-Universität Freiburg. Dort studierte sie Geometrie und Algebra und begann mit der Forschung zu Mosaiken der euklidischen und der hyperbolischen Ebene. Nach ihrer Rückkehr an die Universität Barcelona wechselte sie in die Abteilung für Analysis, wo sie zeitgleich mit der Einführung der modernen Mathematik tätig wurde. In den 1960er Jahren beteiligte sie sich an zahlreichen Kommissionen und Seminaren zur Reform des Mathematikstudiums. Sie nahm an den vom Centro de Orientación Didáctica einberufenen Treffen von Mathematikprofessoren in Madrid und Salamanca teil und wirkte an der Erstellung der Pruebas Canguro de Matemáticas mit. Zu dieser Zeit wurden zahlreiche Änderungen an den Lehrplänen der Sekundarstufe vorgenommen und moderne Mathematik, audiovisuelle Medien und Informatik eingeführt.
1968 wurde sie zur kommissarischen Universitätsassistenzprofessorin ernannt und im akademischen Jahr 1969–1970 zur kommissarischen Professorin. Gleichzeitig war sie von 1965 bis 1968 und von 1973 bis 1985 Direktorin des Maragall-Instituts, wo sie auch Leiterin des Mathematikseminars war. 1975 promovierte sie in Mathematik bei Enrique Linés Escardó an der Universität Barcelona  mit der Dissertation: Contribución al estudio de las extensiones galoisianas de grupo diedrale mit Auszeichnung.
1980 wurde sie ordentliche Professorin. Sie blieb weiterhin in der dualen Lehre an Gymnasium und Universität tätig, bis sie sich 1985 aufgrund des Unvereinbarkeitsgesetzes entscheiden musste, ob sie ihre Lehrtätigkeit am Maragall-Institut oder an der Universität Barcelona aufgeben wollte. Sie entschied sich für ihre Position an der Universität Barcelona, wo sie zur ordentlichen Professorin ernannt wurde.
1991 ging sie nach 45-jähriger Lehrtätigkeit an der Universität Barcelona als erste Professorin an der Fakultät für Mathematik in den Ruhestand. Nach ihrer Pensionierung beendete sie die Übersetzung der Disquisitiones arithmeticae von Carl Friedrich Gauss vom Lateinischen ins Katalanische, die 1996 von der Hochschule für Katalanische Studien (1996) als Faksimile-Ausgabe veröffentlicht wurde.
Pascual starb 2001 im Alter von 75 Jahren in Barcelona.

## Veröffentlichungen (Auswahl)
- Determinación de una cota superior de la longitud de la elipse. Gaceta Matemática V, 1953.
- Estructura de D-anillo. Madrid, Actas RAME V, 1964.
- Estructuras circulares y su orientación. Collectanea Mathematica, XVI, 1964, S. 169–186.
- Orientación de la recta proyectiva. Acta Salmanticensis de Ciencias, VI, 1965.
- Números racionales decimales. Madrid, Actas RAME IX, 1968.
- Contribución al estudio de las extensiones galoisianas de grupo diedral. Barcelona, Doctoral thesis, Publications of the University of Barcelona, 1974.
- En el centenari de la mort de Leopold Kronecker (1823–1891). Butlletí de la Societat Catalana de Matemàtiques 8, 1993, S. 6–19, 1993.
- Disquisicions aritmètiques. Barcelona, Societat Catalana de Matemàtiques, 1996.